# Faridpur
Faridpur este un oraș din Bangladesh.